# Mario Doyon
Mario Doyon (* 27. August 1968 in Québec, Québec) ist ein ehemaliger kanadischer Eishockeyspieler und -trainer, der in seiner aktiven Zeit von 1985 bis 2004 unter anderem für die Chicago Blackhawks und Québec Nordiques in der National Hockey League gespielt hat.

## Karriere
Mario Doyon begann seine Karriere als Eishockeyspieler bei den Drummondville Voltigeurs, für die er von 1985 bis 1988 in der kanadischen Top-Juniorenliga QMJHL aktiv war. In diesem Zeitraum wurde er im NHL Entry Draft 1986 in der sechsten Runde als insgesamt 119. Spieler von den Chicago Blackhawks ausgewählt, für die er in der Saison 1988/89 sein Debüt in der National Hockey League gab, wobei der Verteidiger in seinem Rookiejahr in sieben Spielen ein Tor erzielte und eine Vorlage gab. Den Rest der Spielzeit verbrachte er bei Saginaw Hawks in der International Hockey League. Im März 1990 wurde er von den Blackhawks an ihren Ligarivalen Québec Nordiques abgegeben, für die er weitere zwei Spielzeiten in der NHL verbrachte, wobei er hauptsächlich für deren Farmteams aus der American Hockey League, die Halifax Citadels und die New Haven Nighthawks auf dem Eis stand. Nachdem er in der Saison 1993/94 für die Kansas City Blades in der IHL und die Fredericton Canadiens in der AHL gespielt hatte, ging der Kanadier erstmals nach Europa, wo er in der Saison 1994/95 für den HC Bozen aus der italienischen Serie A spielte.
Während der Sommerpause 1995 lief Doyon für die Montreal Roadrunners aus der professionellen Inlinehockey-Liga Roller Hockey International auf. Die folgende Spielzeit absolvierte er im IHL-Team der San Francisco Spiders, ehe der Rechtsschütze im Sommer 1996 erneut nach Europa wechselte, wo er einen Vertrag beim SC Langnau in der Schweizer Nationalliga B erhielt, mit dem er in seinem zweiten Jahr in die Nationalliga A aufstieg, wo er ein weiteres Jahr Tore für die Schweizer verhinderte. Anschließend wurde der ehemalige NHL-Spieler von den Kölner Haien aus der DEL verpflichtet, mit denen er 1999 den Spengler Cup gewonnen. Nach zwei Jahren bei den Rheinländern schloss er sich deren Ligarivalen Krefeld Pinguine an, mit dem er in der Saison 2002/03 im Finale um die Deutsche Meisterschaft seinen Ex-Club aus Köln besiegte. Seine Karriere beendete Doyon im Anschluss an die Saison 2003/04, in der er als Spielertrainer bei Indianapolis Ice aus der Central Hockey League beschäftigt war. Sein letztes Spiel absolvierte er schließlich in der Saison 2004/05 bei den Corpus Christi Rayz aus der CHL.

## Erfolge und Auszeichnungen
- 1996 Spengler-Cup-Gewinn mit dem Team Canada
- 1998 Aufstieg in die Nationalliga A mit dem SC Langnau
- 1999 Spengler-Cup-Gewinn mit den Kölner Haien
- 2003 Deutscher Meister mit den Krefeld Pinguinen